# 대포초등학교 (경남)
대포초등학교는 대한민국 경상남도 산청군 삼장면 덕산대포로245번길 2 (대포리)에 있었던 초등학교이다.

## 연혁
- 1947년 9월 1일 대포공립국민학교 개교
- 1988년 4월 1일 병설유치원 개원
- 1996년 3월 1일 대포초등학교로 개칭
- 1999년 2월 19일 제46회 졸업식(총 1852명)
- 1999년 9월 1일 삼장초등학교로 통폐합